# Nervus ulnaris

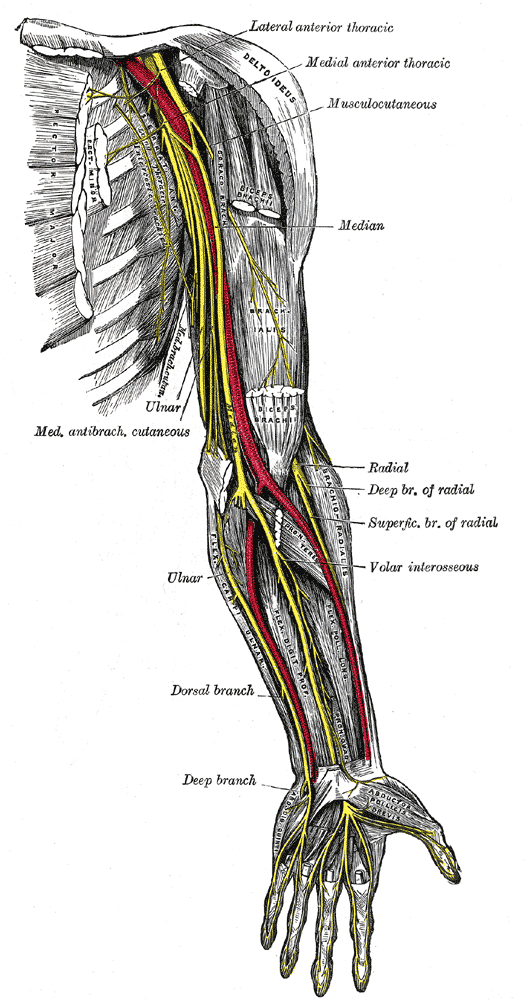
Arm des Menschen, der N. ulnaris ist kleinfingerseitig zu erkennen

Sensibilitätsbereich von:
Nervus medianus (hellgrün)
Nervus ulnaris (blau)
Nervus radialis (rosa)

Der Nervus ulnaris (Ellennerv) ist ein Nerv des Plexus brachialis (Armgeflecht). Er weist Fasern auf, die – aus dem Fasciculus medialis des Plexus brachialis kommend – ihren Ursprung im 8. Halssegment (C8 – zwischen dem 7. Hals- und 1. Brustwirbel) sowie im 1. Brustsegment (Th1) des Rückenmarks haben. Bei einigen Säugetieren bezieht er auch Fasern aus dem 2. Brustsegment (Th2 – hinter dem 2. Brustwirbel aus dem Wirbelkanal austretend).
Der Nervus ulnaris verläuft an der Innenseite des Oberarms zum Ellbogenhöcker. Er durchbricht das Septum intermusculare brachii mediale. Am Epicondylus medialis des Oberarmknochens ist er durch die Haut tastbar und kann beim Anstoßen eine heftige Schmerzreaktion in seinem sensiblen Innervationsgebiet hervorrufen (in Deutschland „Musikknochen“, „Musikantenknochen“, „Musikerknochen“, „Mäuschen/Mäusle“, im Saarland „geggisch Oder“, in Österreich auch „narrisches Bein“, „narrisches Band’l“ oder „damisches Aderle“, in der Schweiz „Narrenbein“, „Surribei“ oder „Surrbeindli“). Im Weiteren zieht er ellenseitig am Unterarm in Richtung Hand. An der Hand tritt er durch den Canalis ulnaris (Guyon-Loge), wo er sich in einen oberflächlichen (Ramus superficialis) und einen tiefen Ast (Ramus profundus) aufteilt.

## Motorische Äste
Am Unterarm innerviert der Nerv motorisch den:
- Musculus flexor carpi ulnaris
- Caput ulnare des Musculus flexor digitorum profundus
- Musculus flexor digitorum superficialis (excl. Mensch, Raubtiere)

Im Bereich der Hand innerviert der Nerv die Muskeln des Kleinfingerballens (Musculus abductor digiti V, Musculus flexor digiti V brevis, Musculus opponens digiti V) und die meisten kurzen Muskeln der Mittelhand (Musculi lumbricales III und IV, Musculi interossei, Musculus adductor pollicis und Caput profundum des Musculus flexor pollicis brevis).

## Funktion
Die vom Nervus ulnaris versorgten Muskeln sind beteiligt an der Beugung und Ulnarabduktion des Handgelenks, an der Beugung des Ringfingers und Kleinfingers. Sie führen praktisch allein die Spreizung der Langfinger (d. h. aller Finger außer dem Daumen) und das Schließen der Langfinger aus. Ferner beugen die Musculi lumbricales die Grundglieder der Finger IV und V und strecken die Mittel- und Endglieder.
Es existieren zahlreiche Varianten der Innervation der kleinen Handmuskeln. Bei manchen Menschen werden einige der üblicherweise vom Nervus ulnaris versorgten Handmuskeln vom Nervus medianus innerviert, der dann auch entsprechend an deren Funktion Anteil hat.

## Sensible Äste

### Mensch
Beim Menschen gibt der Nervus ulnaris etwa in der Mitte des Unterarms oder etwas darunter den sensiblen Ramus dorsalis ab, dessen Endäste, die Nervi digitales dorsales, die Haut auf der Streckseite der ellenseitigen Hälfte des Mittelfingers und die Haut der Streckseite des Ringfingers und Kleinfingers jeweils zwischen Handgelenk bis zum Finger-Mittelgelenk versorgen. In vereinzelten Fällen kann es einen Übergang vom Nervus medianus zu dem Nervus ulnaris geben, dies nennt man Berrettini-Verbindung.
Der etwas darunter abgehende sensible Ramus palmaris versorgt den ellenseitigen Anteil der Handgelenksbeugeseite sowie den körpernahen Kleinfingerballen.
Schließlich versorgt der Ramus superficialis über seine Endäste den restlichen Kleinfingerballen, und über die Nervi digitales palmares proprii die beugeseitige Haut des Kleinfingers und die angrenzende Haut des beugeseitigen Ringfingers.

### Haussäugetiere
Bei den Haustieren entlässt der Nervus ulnaris den Nervus cutaneus antebrachii caudalis, der die Hinterseite des Unterarms sensibel versorgt. Oberhalb der Vorderfußwurzel teilt er sich in einen Ramus dorsalis und einen Ramus palmaris. Der Ramus palmaris hat Verbindung zum Nervus medianus. Die beiden Endäste des Nervus ulnaris versorgen sensibel die Haut der äußeren Zehe sowie tiefe Strukturen des Vorderfußes.

## Erkrankungen
Die Ulnarislähmung ist die häufigste periphere Nervenschädigung des Menschen. Je nach Ort der Schädigung spricht man von einem Ulnarisrinnen-Syndrom oder einem Loge-de-Guyon-Syndrom.